# Raphe-Median-Ebene
Die Raphe-Median-Ebene (RME, englisch raphe-median-plane, von lateinisch raphe = Naht, Verwachsungslinie) wird definiert nach dem Bonner Kieferorthopäden Gottfried Schmuth (1926–2018) als Teil der Medianebene. Die Raphe-Median-Ebene wird durch den Kreuzungspunkt der zweiten queren Gaumenfalte mit der Raphe palatina media und der Spina nasalis posterior (ein unpaariger Knochenfortsatz, der durch das rechte und linke Gaumenbein (Os palatinum) begrenzt wird) am Übergang vom harten zum weichen Gaumen bestimmt. Die RME wird in der Kieferorthopädie bei Modellanalysen als Grundlage für sagittale und transversale (Symmetrie-)Vergleiche und Abweichungen benutzt.

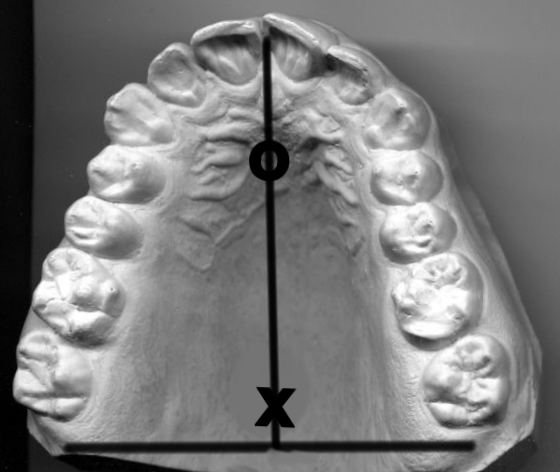
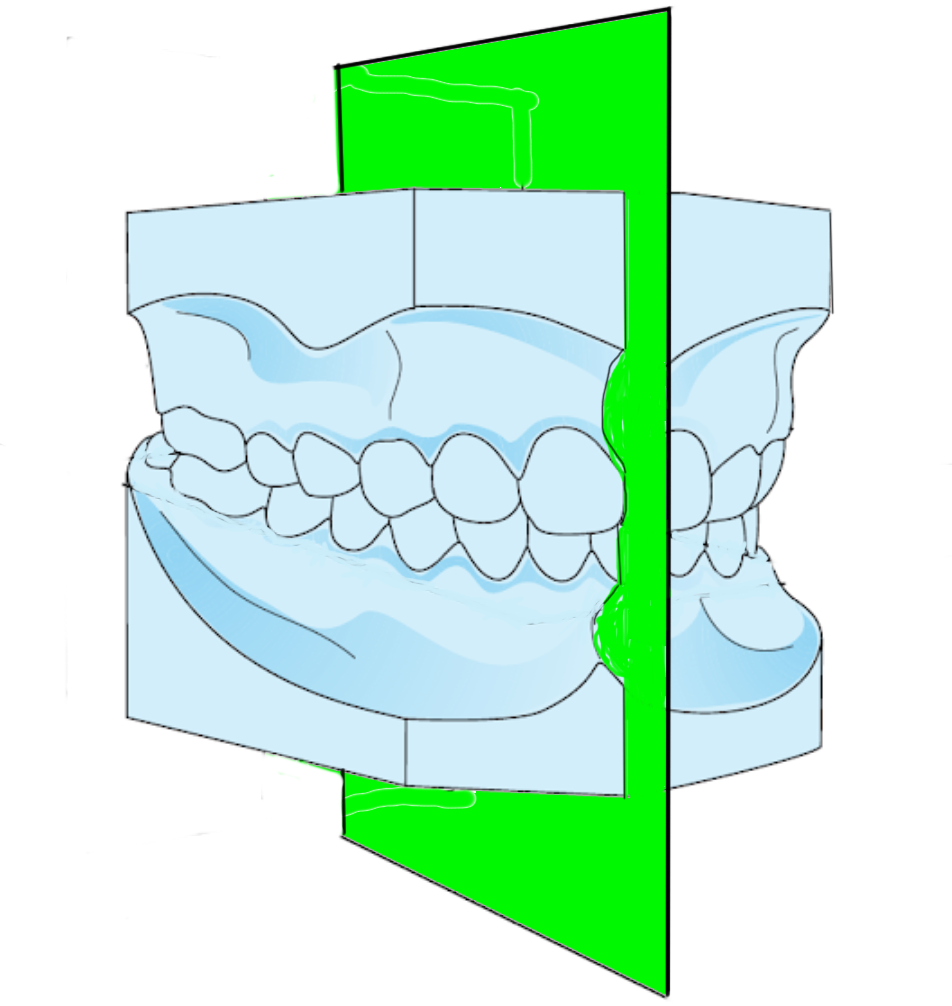
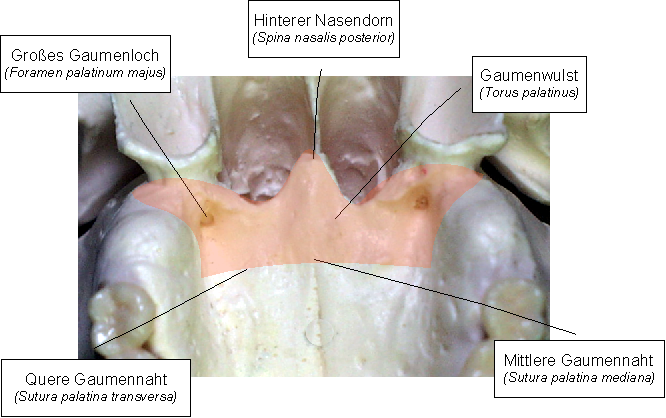